# Pholetesor circumlatus
Pholetesor circumlatus är en stekelart som beskrevs av Kotenko 2007. Pholetesor circumlatus ingår i släktet Pholetesor och familjen bracksteklar. Inga underarter finns listade i Catalogue of Life.